# Георг Ернст Лудвиг фон Лайнинген-Вестербург
Георг Ернст Лудвиг фон Лайнинген-Вестербург (на немски: Georg Ernst Ludwig zu Leiningen-Westerburg; * 3 май 1718; † 24 декември 1765) е граф на Лайнинген-Вестербург в Нойлайнинген.

## Произход
Той е син на граф Георг II Карл Рудолф фон Лайнинген-Вестербург в Нойлайнинген (1666 – 1726) и третата му съпруга графиня Маргарета Христиана Августа фон Гилдевнльов-Данескийолд-Лаурвиг (1694 – 1761). Брат е на граф Георг Карл I Август Лудвиг фон Лайнинген-Вестербург-Нойлайнинген (1718 – 1765) и Фердинанд Полексиус Хайнрих (1720 – 1789) и полубрат на Георг Вилко Фридрих (1699 – 1718, Париж).

## Фамилия
Георг Ернст Лудвиг се жени 1738 г. за графиня Мария Луиза фон Визер (* 10 април 1710; † 7 май 1773). Те имат осем деца:
- Карл IV Йозеф Филип Лудвиг Ернст (1739 – 1797), граф на фон Лайнинген-Вестербург в Нойлайнинген, женен 1782 г. за Мария Фридерика Вилхелмина Елизабет Шмитенер (1753 – 1828)
- Албрехт Теодор Франц (1743 – 1770)
- Максимилиан Фердинанд (1745 – 1811)
- Августа (1740 – 1741)
- Мария Анна (1741 – пр. 1835), омъжена 1766 г. за граф Франц Фридрих фон Сайн-Витгенщайн-Фалендар († 1769)
- Франциска Амалия (1742 – 1770)
- Мария Терезия (1746 – 1814, Хамбург)
- Елизабет Августа (1748 – 1811), омъжена 1778 г. за граф Йохан Фридрих Фердинанд цу Папенхайм (1727 – 1792)